# Pilier d'Eliseg

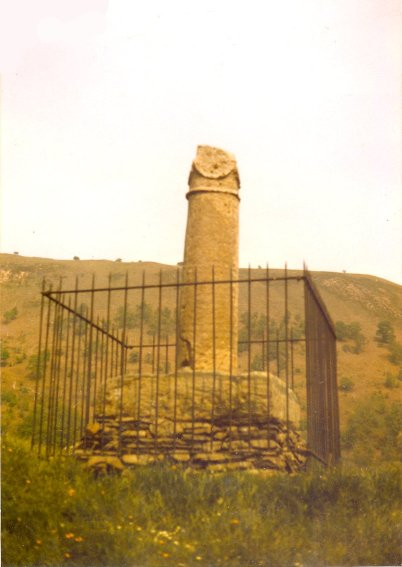
Pilier d'Eliseg.

Le pilier d'Eliseg (en gallois : Croes Elisedd, en anglais : Elise's Pillar ou Pillar of Eliseg) est un monument qui se dresse près de l'abbaye de Valle Crucis, dans le Denbighshire (pays de Galles).

## Origine
Le pilier d'Eliseg fut érigé sur l'ordre de Cyngen ap Cadell, roi de l'ancien royaume gallois de Powys, en l'honneur de son bisaïeul Elisedd ap Gwylog. On pense que l'inscription Eliseg que l'on peut trouver sur la colonne est une erreur du sculpteur.

## Inscription

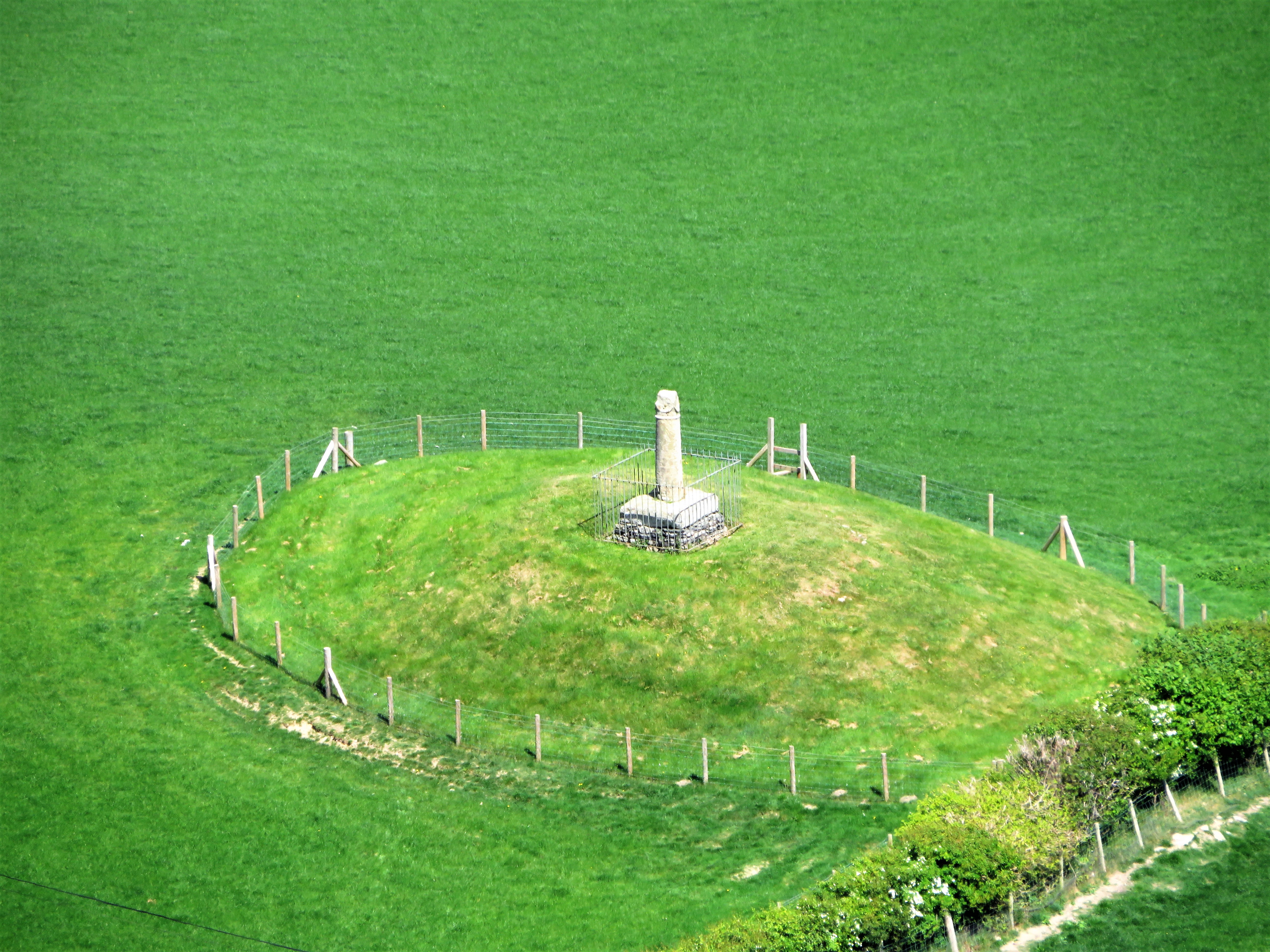
Vue aérienne du pilier d'Eliseg.

Les inscriptions en latin qui y figurent font mention de plusieurs personnalités citées dans l'Historia Brittonum. Elles font également référence à des faits qui n'y figurent pas. Une transcription de ce texte, l'un des plus longs de l'époque précédant les invasions vikings au pays de Galles, est la suivante :
« + CONCENN FILIUS CATELL CATELL 

FILIUS BROHCMAIL BROHCMA(i)L FILIUS 

ELISEG FILIUS GUOLLAUC 

+ CONCENN ITAQUE PRONEPOS ELISEG 

EDIFICAUIT HUNC LAPIEM PRO AUO 

SUO ELISEG + IPSE ELISEG QUI NEC (?) 

XIT HEREDITATEM POUO(i)S..... 

...PER VIII [ANNOS (?)] E POTESTATE ANGLO 

RUM IN GLADIO SUO PARTA IGNE 

[+ QUIC]UMQUE RECIT[A]UERIT MANESCRIP 

[TUM LAPID]EM DET BENEDICTIONEM SUPE 

[R ANIMA]M ELISEG + IPSE EST CONCENN 

.............................MANU 

.................AD REGNUM SUUM POUO(i)S

.......................ET QUOD 

........................... 

.............................. MONTEM 

Une ou plusieurs lignes sont absentes

..........................MONARCHIAM 

...........................MAXIMUS BRITTANNIAE 

[CONCE]NN PASCEN[T] MAU[N] ANNAN 

+ BRITU A[U]T[E]M FILIUS GUARTHI 

[GIRN] QUE(m) BENED(IXIT) GERMANUS QUE(m) 

[QU]E PEPERIT EI SE[V]IRA FILIA MAXIMI 

[RE]GIS QUI OCCIDIT REGEM ROMANO 

RUM + CONMARCH PINXIT HOC 

CHIROGRAF(i)U(m) REGE SUO POSCENTE 

CONCENN + BENEDICTO D(om)NI IN CON 

CENN ET S(uo)SI(n) TOTA FAMILIA EIUS 

ET IN TOTA(m) [RE]GIONE(m) POUOIS 

USQUE IN [DIEM IUDICII AMEN (?)] »
Soit en français :

« Concenn fils de Catell, Catell fils de Brochmail, Brochmail fils d'Eliseg, Eliseg fils de Guoillauc
Et ce Concenn, arrière-petit-fils d'Eliseg érigea cette stèle pour son bisaïeul Eliseg
Le même Eliseg qui rassembla l'héritage de Powys... hors du pouvoir des Angles de son épée et par le feu
Puisse quiconque répétant cet écrit bénir l'âme d'Eliseg
Le Concenn qui captura de ses mains onze cents acres [4,5 km2] qui avaient appartenu à son royaume de Powys
[ici la colonne est cassée]
Britu, fils de Vortigern, béni par Germanus et enfanté par Servira, fille du roi Maximus qui tua le roi des Romains
Conmarch grava cet écrit sur la demande du roi Concenn
Que la bénédiction du Seigneur soit sur Concenn et toute sa maison et toute la région du Powys jusqu'au jour du Jugement dernier. »

Le pilier avait été abattu par les « Têtes-Rondes » (Roundheads, partisans du Parlement) lors de la guerre civile anglaise (de 1642 à 1646) et la tombe qui était dessous fut profanée. En 1696, Edward Lhuyd examina le pilier et copia l'inscription. La partie inférieure a disparu, mais la partie supérieure a été érigée à nouveau en 1779. De nos jours, l'inscription qui y figurait est devenue presque illisible.